# Krapinske Toplice
Krapinske Toplice su općina u sjeverozapadnoj Hrvatskoj.

## Zemljopis
Krapinske Toplice su čuveno termalno lječilište i jedan od najidiličnijih kutaka Hrvatskog zagorja, smještene među pitomim zagorskim "bregima".
Od Zagreba su udaljene 46 km, a samo mjesto je smješteno u kotlini koja je otvorena prema jugu. Nadmorska visina na kojoj se nalaze je 164 m. Jugozapadno od Toplica protječe Kosteljina.

## Stanovništvo
Po popisu stanovništva iz 2001. godine, općina Krapinske Toplice imala je 5744 stanovnika, raspoređenih u 17 naselja:
- Čret – 664
- Donje Vino – 139
- Gregurovec – 130
- Hršak Breg – 150
- Jasenovac Zagorski – 94
- Jurjevec – 162
- Klokovec – 719
- Klupci – 125
- Krapinske Toplice –  1317
- Lovreća Sela – 239
- Mala Erpenja – 751
- Maturovec – 106
- Oratje – 217
- Selno – 442
- Slivonja Jarek – 115
- Viča Sela – 182
- Vrtnjakovec – 192

| broj stanovnika | 4999  | 5845  | 6183  | 6877  | 6757  | 7791  | 7551  | 7913  | 8120  | 7569  | 6930  | 6666  | 6376  | 6111  | 5744  | 5367  | 4827  |
|                 | 1857. | 1869. | 1880. | 1890. | 1900. | 1910. | 1921. | 1931. | 1948. | 1953. | 1961. | 1971. | 1981. | 1991. | 2001. | 2011. | 2021. |

| broj stanovnika | 763   | 966   | 1082  | 719   | 543   | 799   | 799   | 752   | 748   | 713   | 767   | 998   | 1234  | 1265  | 1317  | 1295  | 1257  |
|                 | 1857. | 1869. | 1880. | 1890. | 1900. | 1910. | 1921. | 1931. | 1948. | 1953. | 1961. | 1971. | 1981. | 1991. | 2001. | 2011. | 2021. |

## Uprava
- Načelnik: Gordana Jureković

## Gospodarstvo
Na području općine Krapinske Toplice ne djeluju veliki gospodarski subjekti. 

## Poznate osobe
- Jakob Badl, poznat kao utemeljitelj lječilišta i bolnice.

## Spomenici i znamenitosti

### Arheološka nalazišta

#### Arheološko nalazište Zašat
Na brijegu Zašat iznad Krapinskih Toplica, odnosno kod crkve Sv. Marije Magdalene su tijekom radova na obnovi objekta koji su se provodili 90-ih godina 20. stoljeća otkriveni ostaci prapovijesnog naselja. Radilo se o podnici nadzemnog objekta građenog od drvene građe, šiblja i glinenog premaza, a osim ostataka arhitekture, pronađeni su i pokretni arheološki nalazi, kao što su to fragmenti keramičkog posuđa, komadi kućnog lijepa, keramički pršljenovi te utezi za tkalački stan. Prapovijesno naselje nalazilo se na vrhu te na južnim i zapadnim vršnim padinama brežuljka, a dodatno je bilo zaštićeno i zemljanim bedemom. Sa sjeverne strane naselje je bilo prirodno zaštićeno strmim padinama brežuljka. Lokalitet se na temelju pronađenih nalaza preliminarno datira u kasno brončano doba, tj. u mlađu fazu kulture polja sa žarama, što bi u kronološkom smislu odgovaralo vremenu između 1000. i 800. g. pr. Kr. Zbog intenzivne građevinske aktivnosti vezane uz gradnju i obnove kapele Sv. Marije Magdalene te mauzoleja Jakoba Badla, kao i zbog gradnje klijeti i vikendica te obrade zemlje za potrebe vinograda, pretpostavlja se da je prapovijesno naselje dosta oštećeno.

### Profana graditeljska baština
U središtu Krapinskih Toplica nalazi se vrlo vrijedan graditeljski kompleks današnje Specijalne bolnice za medicinsku rehabilitaciju te Akromiona. Na zapadnom kraju šetališta nalazi se zgrada nekadašnjeg mondenog restorana te kasnije „Ćilimare“, a naziva se Bellevue.
U središtu Krapinskih Toplica nalazi se spomenik „Nošenje ranjenika“ koji je djelo poznatog zagorskog kipara Antuna Augustinčića. Spomenik je postavljen 1973. godine.
Iznad Krapinskih Toplica se na brijegu Zašat, odn. Sv. Mariji Magdaleni, nalazi mauzolej Jakoba Badla (Rogaška Slatina, 1803. – Krapinske Toplice, 1884.), utemeljitelja lječilišta u Krapinskim Toplicama. Grobnica je podignuta krajem 19. stoljeća.
Na južnom ulazu u Krapinske Toplice je nekad stajala kurija poznata pod imenom „Lavoslavov dvor“,  a koja je zbog derutnog stanja konačno srušena prije nekoliko godina.
U Klokovcu se na malo povišenom položaju iznad doline Kosteljine nalazi kurija Klokovec koja je nekad pripadala obiteljima Ožegović, Friedberg i Miletić. Pretpostavlja se da je sagrađena u prvoj polovici 19. st. Obnovljena je krajem 20. stoljeća.
U Čretu se iznad nekadašnje ciglane nekad nalazila kurija obitelji Palffy iz 19. stoljeća, izgrađena u historicističkom stilu. Nakon plemića se u kuriji nalazila pučka škola, koja je kasnije preseljena u Krapinske Toplice. Kurija je u potpunosti srušena tijekom 1990-ih te je na istoj lokaciji podignuta današnja građevina. 
U zaseoku Mališi u Čretu nalazi se jednostavna, prizemna kurija Rakitovec. Objekt je u prilično lošem stanju te bi ga bilo potrebno obnoviti.
U Gregurovcu se s desne strane doline Kosteljine nalazi kurija L-tlocrta, koja je nekad navodno imala zidano samo prizemlje, dok je gornja etaža bila drvena, a zidani kat dodan je 1905. U to vrijeme je kurija opremljena historicističkom plastikom. Na jednom od dovratnika u prizemlju nalazi se označena godina 1875. Posjed Gregurovec pripadao je obitelji Vojković, a zatim odvjetniku Steineru.
Kurija Kovačevec jednostavna je četverokutna građevina iz 19. stoljeća, a nedavno je u potpunosti rekonstruirana. Uz kuriju se je nekad nalazio i ribnjak te popratne gospodarske zgrade, a čitavo imanje podignuto je u skrovitoj dolini izvan glavnih prometnih pravaca. Posjed Kovačevec nekad je pripadao obiteljima Gjalski, Valičić i Jelačić. 
U Lovrećim Selima se nalazi kurija iz 19. st., jednostavnog je četverokutnog tlocrta, a nekad su je posjedovale obitelji Oršić, Kuhtić, Folnegović i Radić. U jedno vrijeme je u kuriji djelovala i pučka četverogodišnja škola, koja je kasnije zbog lošeg stanja objekta preseljena u kuriju Čret, a zatim konačno u Krapinske Toplice. Danas je sačuvana samo polovica nekadašnje kurije, a nalazi se u vrlo lošem stanju te bi je bilo potrebno obnoviti.
U selu Oratje, nalazi se kurija Novaki iz 19. st.

### Sakralna graditeljska baština
U Krapinskim Toplicama se nalazi župna crkva Presvetog Trojstva, a građena je između 1829. i 1832. na ruševinama nekadašnje crkve. 1854. godine srušen je stari toranj te je podignut novi. Riječ je o jednobrodnoj, klasicističkoj građevini. Budući da se župa Toplice prvi put spominje 1303., na mjestu današnje crkve nekad se vjerojatno nalazila srednjovjekovna crkva.
Župni dvor (kaj. farof) u Krapinskim Toplicama podignut je 1877. godine. Riječ je o jednostavnoj, četverokutnoj građevini. Dvor je potpuno obnovljen 2003.
Na brijegu Zašat iznad Krapinskih Toplica se nalazi kapela Sv. Marije Magdalene. Podignuta je 1874. g. na mjestu starije drvene kapele koja se spominje u kanonskoj vizitaciji 1639. godine.
Na Hršak Bregu se nalazi kapela Sv. Antuna Padovanskog iz 1899., sagrađena u historicističkom stilu. Podignuta je doprinosima župljana. U kanonskim vizitacijama iz 1676. se na toj lokaciji već spominje „nedavno podignuta drvena kapela“.
Iznad kurije u Lovrećim Selima se na granici između općine Krapinske Toplice i grada Pregrade nalazi kapela Sv. Jurja. Podignuta je tijekom 70-ih godina 18. stoljeća na mjestu starije drvene kapele, o kojoj postoje zapisi iz 17. stoljeća. Oko kapele se nekad nalazilo i groblje te je planirano uzdizanje kapele na razinu župne crkve, no krajem 18. stoljeća groblje je napušteno te se pokopavanje nastavilo na groblju u Pregradi. Kapela pripada župi Uznesenja Blažene Djevice Marije iz Pregrade.
Iznad kurije Kovačevec se na brežuljku nalazi i kapela Sv. Nikole (kaj. Mikula), koju je podigao Nikola Valičić tijekom 40-ih godina 19. st. Riječ je o centralnoj građevini oktogonalnog tlocrta, s kupolastim svodom. Primjer je jedinstvene klasicističke arhitekture centralnog tipa. Kapela je bila u vrlo lošem stanju te je nedavno obnovljena.
U Klupcima se na granici između općine Krapinske Toplice, općine Sveti Križ Začretje te grada Zaboka nalazi kapela Majke Božje Marije (Majka Božja Klupiečka). Kapela je današnji izgled dobila krajem 18. stoljeća, no na tom se mjestu nekad nalazila starija kapela. Budući da se u pisanim izvorima spominje da je kapela posvećena po biskupu Stjepanu 1502., prvotna je kapela sagrađena tijekom 15. ili početkom 16. stoljeća. Oko kapele se tijekom 18. i 19. st. nalazilo i groblje, koje je konačno napušteno otvorenjem novog groblja u Svetom Križu Začretju 1852. godine. Kapela se danas nalazi u sastavu župe Uzvišenja Svetog Križa. 
U središtu Vrtnjakovca nalazi se poklonac iz 19. st. u obliku četverostranog stupa, a ukrašen je freskama.
U Maloj Erpenji se nekad nalazila kapela Sv. Helene, koja je napuštena 1771., a oltar je prenesen u crkvu Sv. Marije Magdalene.
U Klupcima se na brijegu Čiženice, na granici općine Krapinske Toplice i općine Sveti Križ Začretje nekad nalazila kapela Sv. Vuka (njem. Wolfgang, kaj. Bolfek), no zbog slabog stanja je 1771. porušena. Kapela se inače prvi put spominje u vizitacijama 1639. g. kao kapela Sv. Wolfganga u Kovačevcu. Obnavljali su je 1742. g. vlasnici posjeda Kovačevec, obitelj Šaić. Oko kapele se nekad nalazilo i groblje, no napušteno je nakon 1676. 1708. g. je u blizini kapele bila klijet u kojoj se točilo vino. Kapela je pripadala župi iz Sv. Križa Začretja.
U Čretu se kod zaseoka Kranjčeci na granici općine Krapinske Toplice i grada Krapine nekad nalazila kapela Sv. Gregora, no zbog slabog stanja je kasnije napuštena.
Proučavanjem kulturne baštine na području općine Krapinske Toplice bave se članovi Centra za primijenjenu arheologiju (cpa.zagorje@gmail.com), neprofitne organizacije sa sjedištem u Krapinskim Toplicama.

## Obrazovanje
U Krapinskim toplicama postoji jedna osnovna škola (OŠ Krapinske Toplice)

## Šport
Osnovna Škola Krapinske Toplice poznata je po odličnim uspjesima u sportovima poput rukometa,trčanja i nogometa.
U Krapinskim Toplicama djeluju: 
- NK Toplice, nogometni klub
- KK Obrtnik, kuglački klub

## Turizam
Turizam je vrlo važna grana u Krapinskim Toplicama. Postoje dva hotela: Toplice Hotel i Hotel Villa Magdalena

## Vanjske poveznice
- Krapinske Toplice – službene stranice
- Krapinske Toplice – portal turističke regije